# Chữ Mani
Chữ Mani hay Bảng chữ cái Mani là hệ thống chữ viết dựa trên abjad bắt nguồn từ dòng chữ Semit và gắn liền với sự truyền bá của Mani giáo từ Tây Nam đến Trung Á và xa hơn, bắt đầu từ thế kỷ thứ 3. Nó có mối quan hệ anh chị em với các hình thức ban đầu của chữ Pahlavi, cả hai hệ thống đã được phát triển từ bảng chữ cái Imperial Aramaic, trong đó tòa án Achaemenid đưa ra phương ngữ chính thức của tiếng Aram. Không giống như chữ Pahlavi, chữ Mani cho thấy những ảnh hưởng từ chữ Sogdia, đến lượt nó xuất phát từ nhánh Syriac của Aramaic.
Chữ Mani được đặt tên như vậy do các văn bản Mani được dùng bới chính Tiên tri Mani (prophet, năm 216–274 SCN). Các ngôn ngữ Trung Iran được viết với bảng chữ cái này.
| Bảng Unicode Mani Official Unicode Consortium code chart: Manichaean Version 13.0 |   |   |   |   |   |   |   |   |   |   |   |   |   |   |   |   |
|                                                                                   | 0 | 1 | 2 | 3 | 4 | 5 | 6 | 7 | 8 | 9 | A | B | C | D | E | F |
| U+10ACx                                                                           | 𐫀 | 𐫁 | 𐫂 | 𐫃 | 𐫄 | 𐫅 | 𐫆 | 𐫇 | 𐫈 | 𐫉 | 𐫊 | 𐫋 | 𐫌 | 𐫍 | 𐫎 | 𐫏 |
| U+10ADx                                                                           | 𐫐 | 𐫑 | 𐫒 | 𐫓 | 𐫔 | 𐫕 | 𐫖 | 𐫗 | 𐫘 | 𐫙 | 𐫚 | 𐫛 | 𐫜 | 𐫝 | 𐫞 | 𐫟 |
| U+10AEx                                                                           | 𐫠 | 𐫡 | 𐫢 | 𐫣 | 𐫤 | 𐫥  | 𐫦  |   |   |   |   | 𐫫 | 𐫬 | 𐫭 | 𐫮 | 𐫯 |
| U+10AFx                                                                           | 𐫰 | 𐫱 | 𐫲 | 𐫳 | 𐫴 | 𐫵 | 𐫶 |   |   |   |   |   |   |   |   |   |